# Jean Boyer (football)
Pour les articles homonymes, voir Jean Boyer et Boyer.
Jean Boyer,  né le 13 février 1901 à Vitry-sur-Seine (Seine) et mort le 24 novembre 1981 dans le 17e arrondissement de Paris, est un footballeur international français qui a évolué au poste d'attaquant des années 1910 à 1930. Avec 89 buts officiellement attribués, il est le meilleur buteur de l'histoire de la Coupe de France.
Natif de la région parisienne, il intègre jeune le Gallia Club puis signe avant sa majorité au CASG Paris remportant la Coupe de France en 1919. Il devient un grand nom de ce sport et intègre l'équipe de France disputant deux éditions des Jeux olympiques en 1920 à Anvers et 1924 à Paris. Il connaît ainsi quinze sélections et marque sept buts entre 1920 et 1929.
Malgré un bon niveau, le football parisien connaît dans les années 1920 de grandes difficultés d'organisation, J. Boyer, après quatre saisons au CASG Paris, signe au SC Choisy pour la saison 1922-1923 puis décide de rejoindre l'Olympique de Marseille en 1923 dans le Sud de la France. Il reste au sein du club phocéen plus de dix ans remportant à trois reprises la Coupe de France en 1924, 1926 et 1927, en devient capitaine et prend part aux premières saisons du club dans le Championnat de France officiel à sa création en 1932.
Son nom est souvent associé à la devise du club marseillais « Droit au but » en devenant l'un des premiers canonniers de ce club que d'autres suivrons tels Gunnar Andersson, Jean-Pierre Papin et Josip Skoblar.

## Biographie
Jean Gaston Boyer naît le 13 février 1901 à Vitry-sur-Seine (Seine) au domicile de ses parents au 11 avenue de la Fontaine. Son père, Léon Boyer (1872-1930), est employé de commerce et sa mère, Jeanne Picry (1875-1948), est sans profession. J. Boyer épouse dans un premier mariage Paule Grielon le 24 mai 1933 à Marseille, puis épouse dans un second mariage Térèze Graell le 7 septembre 1942 dans la même ville.

### Carrière en club

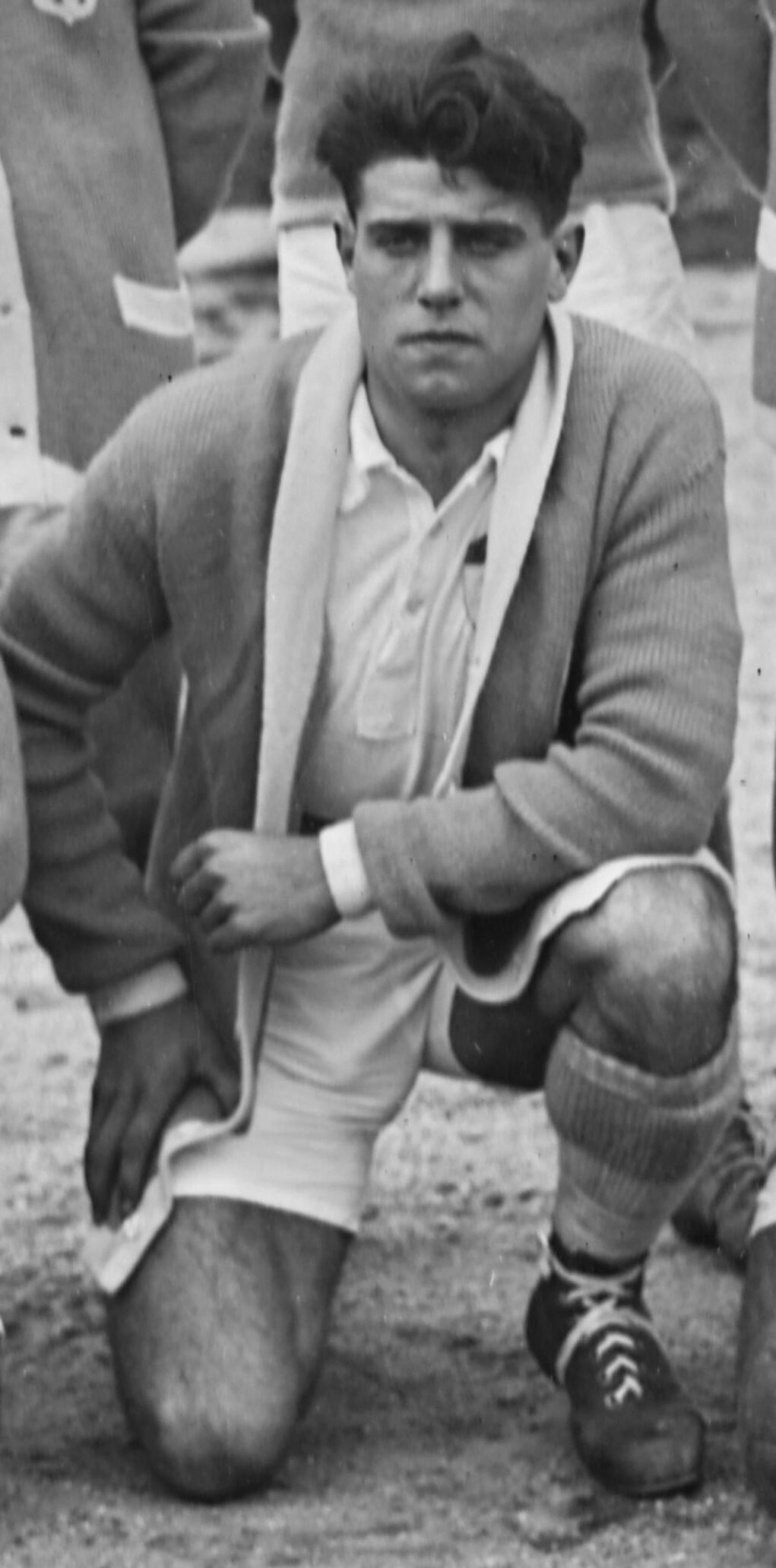
Jean Boyer en 1924.

Ce Parisien effectue la première partie de sa carrière dans la capitale en défendant notamment les couleurs CASG Paris, club avec lequel il remporte la Coupe de France 1919, il n'a alors que 18 ans. International dès 1920, il quitte une saison le CASG pour jouer au S.C. CHoisy-le-Roy lors de la saison 1922-1923. 
En 1923, lorsque l'Olympique de Marseille envoie un émissaire, un jeune négociant nommé Pierre Robin, à Paris pour recruter le milieu de terrain Édouard Crut, ce dernier lui suggère de recruter l'attaquant international. En échange d'un emploi comme courtier en légumes secs pour un salaire de 1 100 F mensuels, un emploi de complaisance pour les défenseurs de l'amateurisme, Jean Boyer devient le premier international français de l'OM.
Dès sa première saison avec l'Olympique de Marseille, Jean Boyer soulève la Coupe de France lors d'une édition après avoir marqué un but en finale. L'Auto rapport au lendemain de la finale que lorsque Jules Rimet lui remet le trophée, il lui dit : « Je remets la plus belle au meilleur… ».
Boyer enlève deux autres Coupes de France avec l'OM, en 1926 et 1927. Il passe douze saisons à Marseille (1923-1935), devenant ainsi l'un des joueurs emblématiques du club de l'entre-deux-guerres, dont il sera parfois le capitaine.
Jean Boyer était réputé pour sa puissance, son efficacité, son énergie et son mauvais caractère. Il a remporté 4 Coupe de France et trouvé 89 fois le chemin des filets, ce qui en fait le meilleur buteur de l'histoire de la Vieille Dame.

### Carrière internationale
Jean Boyer est sélectionné pour la première fois en équipe de France à l'occasion des Jeux olympiques de 1920 organisés à Anvers. Pour ses débuts avec les Bleus, l'avant-centre parisien marque contre l'Italie après dix minutes de jeu. En demi-finale, il trouve à nouveau le chemin des filets dans la défaite contre la Tchécoslovaquie. Il devient une vedette nationale en 1921 en marquant le but décisif à la 67e minute lors du match contre l'Angleterre. Titulaire au tournoi olympique de football à l'occasion des Jeux olympiques d'été de 1924 à Paris, Boyer inscrit deux buts dans la victoire 7 à 0 contre la Lettonie avant l'élimination contre l'Uruguay. Il marque son dernier but international au stade de Colombes le 22 mai 1927 dans une défaite quatre à un. Il dispute son dernier match avec le maillot de la sélection nationale en 1929 à l'âge de 28 ans.

## Palmarès
- Collectif :

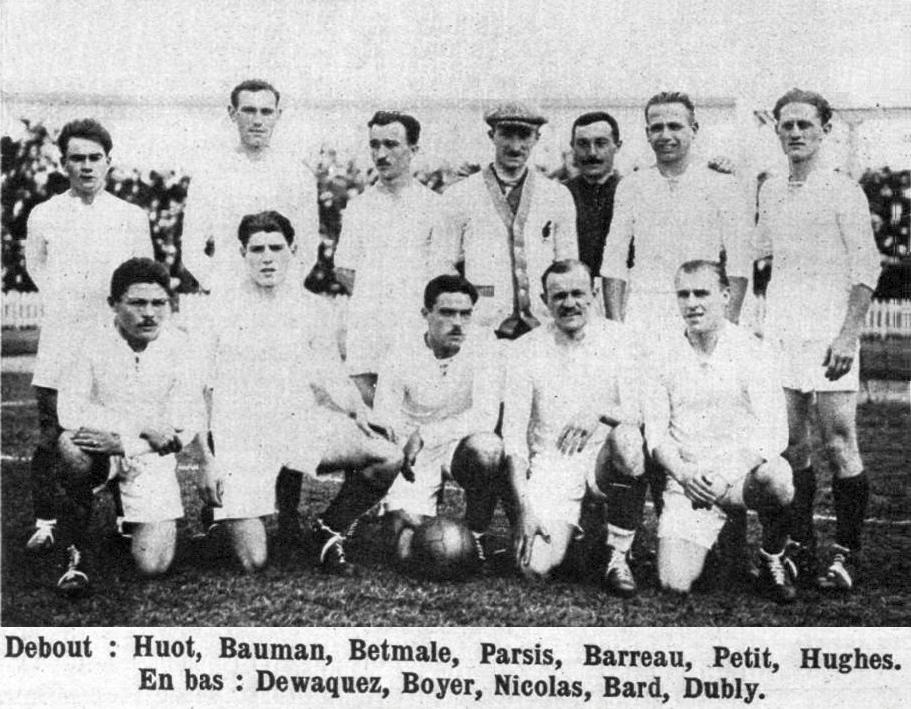
L'équipe de France demi-finaliste des JO de 1920.

  - Vainqueur de la Coupe de France : 1919 (CASG Paris), 1924, 1926 et 1927 (Olympique de Marseille).
  - Vainqueur du Championnat de France : 1929 (Olympique de Marseille).
  - Vainqueur du Championnat du Sud-Est : 1927, 1929, 1930 et 1931 (Olympique de Marseille).
  - Finaliste de la Coupe de France : 1934 (Olympique de Marseille).
  - Finaliste du Championnat du Sud-Est : 1924, 1925 et 1926 (Olympique de Marseille).

- Individuel :
  - 15 sélections et 7 buts en équipe de France, entre 1920 et 1929.
  - Meilleur buteur de l'histoire de la Coupe de France avec 89 buts.

### Statistiques en club
| Saison  | Saison                 | Championnat            | Championnat   | Coupe           | Coupe       | Sélection | Sélection | Sélection |
| Saison  | Saison                 | Comp.                  | Class.        | Comp.           | Class.      | Comp.     | M         | Buts      |
| ------- | ---------------------- | ---------------------- | ------------- | --------------- | ----------- | --------- | --------- | --------- |
| 1918-19 | CASG Paris             | Championnat de Paris   |               | Coupe de France | Vainqueur   |           |           |           |
| 1919-20 | CASG Paris             | Championnat de Paris   |               | Coupe de France | 1/4 finale  |           |           |           |
| 1920-21 | CASG Paris             | Championnat de Paris   |               | Coupe de France | 1/8 finale  | JO        | 3         | 3         |
| 1921-22 | CASG Paris             | Championnat de Paris   |               | Coupe de France | 1/4 finale  |           | 1         | -         |
| 1922-23 | S.C. Choisy            | Championnat de Paris   |               | Coupe de France | Exclu       |           | 2         | -         |
| 1923-24 | Olympique de Marseille | Championnat du Sud-Est | Vice-champion | Coupe de France | Vainqueur   | JO        | 6         | 2         |
| 1924-25 | Olympique de Marseille | Championnat du Sud-Est | Vice-champion | Coupe de France | 1/4 finale  |           | 1         | 1         |
| 1925-26 | Olympique de Marseille | Championnat du Sud-Est | Vice-champion | Coupe de France | Vainqueur   |           |           |           |
| 1927    | Olympique de Marseille | Championnat du Sud-Est | Champion      | Coupe de France | Vainqueur   |           | 1         | 1         |
| 1927    | Olympique de Marseille | Championnat de France  | 3e            | Coupe de France | Vainqueur   |           | 1         | 1         |
| 1928    | Olympique de Marseille | Championnat du Sud-Est | 3e            | Coupe de France | 1/8 finale  |           |           |           |
| 1929    | Olympique de Marseille | Championnat du Sud-Est | Champion      | Coupe de France | 1/16 finale |           | 1         | -         |
| 1929    | Olympique de Marseille | Championnat de France  | Champion      | Coupe de France | 1/16 finale |           | 1         | -         |
| 1929-30 | Olympique de Marseille | Championnat du Sud-Est | Champion      | Coupe de France | 1/2 finale  |           |           |           |
| 1930-31 | Olympique de Marseille | Championnat du Sud-Est | Champion      | Coupe de France | 1/8 finale  |           |           |           |
| 1931-32 | Olympique de Marseille | Championnat du Sud-Est | 4e            | Coupe de France | 1/16 finale |           |           |           |
| 1932-33 | Olympique de Marseille | Championnat de France  | 2e (groupe A) | Coupe de France | 1/32 finale |           |           |           |
| 1933-34 | Olympique de Marseille | Championnat de France  | 3e            | Coupe de France | Finaliste   |           |           |           |
| 1934-35 | Olympique de Marseille | Championnat de France  | 9e            | Coupe de France | Retrait     |           |           |           |